# Такелот III
Такелот III (Usermaatre-setepenamun Tekelet Si-Ese mery-Amun) е фараон от либийската Двадесет и трета династия на Древен Египет през Трети преходен период на Древен Египет. Управлява в Тива и Горен Египет.

## Произход и управление
Син и наследник на Осоркон III, с когото управлява съвместно ок. 5 години (от 773 г. пр.н.е.).
Също като предците си Такелот III е бил върховен жрец на Амон в Тива преди да стане фараон. Самостоятелното царуване на Такелот III трае поне 13 години ок. 767 – 755/4 г. пр.н.е.
През своето управление Такелот III запазва контрола над Тива и Горен Египет и се опитва да разшири влиянието си на север към Среден и Долен Египет, управляван от паралелната 22-ра династия и различни други местни владетели. Той издига своите синове и дъщери за върховни жреци и назначава либийски вождове на административни и военни длъжности, съдейки по няколкото открити надписа. Края на управлението му съвпада с възхода на нубийската (кушитска) 25-а династия от юг.
Такелот III е наследен от неговия брат Рудамун. Около 10 – 15 години по-късно Тива пада под властта на кушитския фараон Пианхи.